# آرمورد کور (بازی ویدئویی)
آرمورد کور (به انگلیسی: Armored Core) عنوان یک بازی ویدئویی به سبک مکا و تیراندازی سوم شخص است که توسط فرام سافتور در سال ۱۹۹۷ و به‌طور انحصاری برای کنسول پلی‌استیشن توسعه یافته است. این بازی اولین قسمت از مجموعه بازی‌های آرمورد کور به‌شمار می‌رود، که در خارج از ژاپن توسط سونی کامپیوتر انترتینمنت عرضه شد. یک پورت دیجیتال در سال ۲۰۰۷ در ژاپن و ۲۰۱۵ در آمریکای شمالی از طریق پلی‌استیشن نتورک به عنوان بخشی از سری بازی‌های پلی‌استیشن کلاسیک منتشر شد.
داستان بازی عناصر بسیاری را معرفی می‌کرد که معمولاً در نسخه‌های بعدی این مجموعه یافت می‌شوند، مانند شرکت‌های سالاری و ربات‌های سبک مکا که تحت نام «آرمورد کور» شناخته می‌شوند. بازی در سیارهٔ زمین و در آینده اتفاق می‌افتد که توسط یک فاجعه عظیم از بین رفته و بشریت را مجبور به زندگی در زیرزمین کرده است، موضوعی که تا نسخهٔ آرمورد کور ۴ ادامه دارد.
روند بازی شامل کنترل آرمورد کورها در سناریوهای جنگی با کورها و وسایل نقلیهٔ دیگر است. هسته‌ها بسیار ماژولار هستند و به بازیکنان امکان سفارشی‌سازی زیادی روی آن‌ها می‌دهند، مانند تعویض واحدهای مختلف پا، برای رسیدن به سرعت‌های بالا. بازیکنان با انجام مأموریت‌های بیشتر، برای خرید آیتم‌ها و قطعات مختلف برای هسته خود اعتبار به دست می‌آورند. آرمورد کور با واکنش‌های مثبتی از سوی منتقدان همراه بود، که به‌ویژه سفارشی‌سازی و حالت چندنفره آن مورد تحسین قرار گرفت.